# Biologiczny preparat mikroskopowy

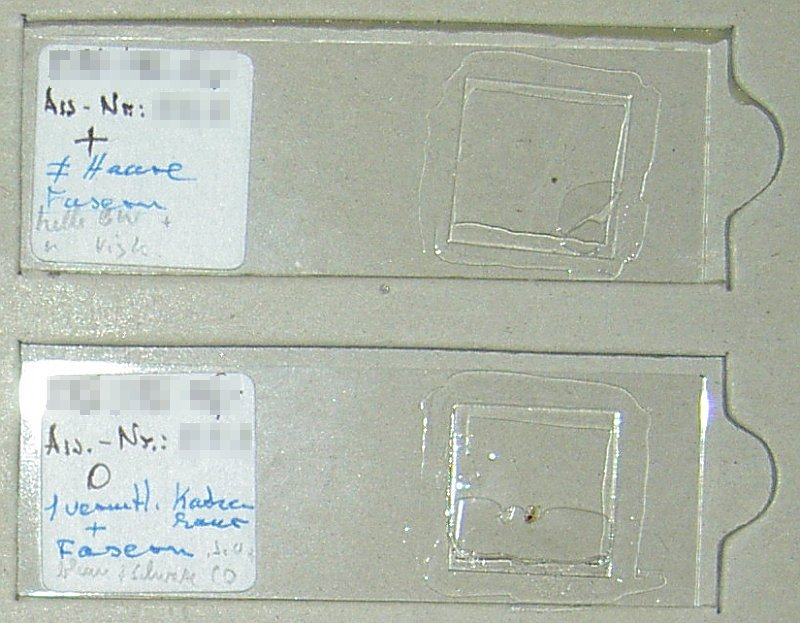
Preparat trwały umieszczony na szkiełku mikroskopowym i nakryty szkiełkiem nakrywkowym. Z lewej - opis próbki.

Biologiczny preparat mikroskopowy jest to część tkanki organicznej przygotowana do obserwacji mikroskopowej. Sposób preparowania próbki zależy od rodzaju mikroskopu i celu badań.

## Cechy preparatu
Preparat przeznaczony do badania mikroskopem optycznym powinien spełniać następujące warunki:
- Powinien być bardzo cienki z dwóch powodów:

- przezroczystości dla światła,
- nienakładania się struktur z różnych warstw preparatu.
- Powinien być trwały mechanicznie - nie wysychać, nie kurczyć się, nie pękać.
- Powinien być trwały biologicznie - nie ulegać biodegradacji np. z powodu grzybów, bakterii.

## Etapy obróbki
Aby spełnione były powyższe wymagania, badany obiekt musi zostać:
- pocięty na cienkie plastry (ręcznie lub za pomocą mikrotomu). Jedynie drobne obiekty biologiczne (np. mikroorganizmy, niewielkie bezkręgowce, pyłek roślin, zarodniki) są badane w całości;
- wysuszony lub woda powinna być zastąpiona substancją neutralną biologicznie, bądź substancją o właściwościach bakterio- i grzybobójczych;
- w razie konieczności wybarwiony, w celu uwidocznienia naturalnie przejrzystych struktur biologicznych lub dla poprawienia kontrastu;
- umieszczony na szkiełku podstawowym i nakryty szkiełkiem nakrywkowym. Szkiełko nakrywkowe często jest hermetycznie przyklejone do podstawowego, aby odizolować preparat od wpływu otoczenia. Zamiast stosowania dwóch oddzielnych szkiełek, używa się również slajdów, czyli szkiełek sklejonych fabrycznie. Slajdy mogą być napełniane płynnym preparatem, po czym uszczelniane.

Proste preparaty, przeznaczone do niezbyt dużych powiększeń, mogą być przygotowywane ręcznie przy pomocy skalpela i typowych odczynników chemicznych (parafina, wosk, barwniki). Przy bardzo małych powiększeniach można nawet zrezygnować z całego procesu preparacji i umieścić próbkę na szalce Petriego. W przypadku bardziej zaawansowanych obserwacji mikroskopowych, do przygotowania preparatów mikroskopowych służy specjalny przyrząd - mikrotom.